# Šola rezervnih častnikov oklepnih in mehaniziranih enot Jugoslovanske ljudske armade
Šola rezervnih častnikov oklepnih in mehaniziranih enot JLA (srbohrvaško: Škola rezervnih oficira oklopnih i mehanizovanih jedinica JNA) je bila specialistična vojaška šola za rezervne častnike Jugoslovanske ljudske armade.

## Zgodovina
Šola je bila ustanovljena leta 1947 kot Šola rezervnih tankovskih oficirjev, leta 1950 bila preimenovana v Šola rezervnih oficirjev oklepnih enot in leta 1974 je dobila šola dokončni naziv. 